# Eugen Baciu
Eugen Baciu (Vaslui, Rumanía, 25 de mayo de 1980) es un futbolista rumano. Juega de defensa y su equipo actual es el Steaua de Bucarest.

## Biografía
Eugen Baciu, que actúa de defensa central o de centrocampista defensivo, empezó su carrera profesional en 2000 en el Laminorul Roman, que por aquel entonces militaba en la Liga II. 
Al año siguiente se marcha a jugar al FCM Bacău. Con este equipo debuta en la Liga I. Fue el 12 de marzo de 2001 en el partido FCM Bacău 2-0 Gloria Bistriţa.
A finales de 2004 firma un contrato con su actual club, el Steaua de Bucarest, que tuvo que realizar un desembolso económico de 230000 euros para poder hacerse con sus servicios. Nada más llegar ayuda a su club a conquitar el título de Liga. Al año siguiente su equipo gana dos trofeos, una Liga y una Supercopa de Rumania, y además realiza un gran papel en la Copa de la UEFA, llegando a semifinales, donde cae derrotado ante el Middlesbrough. 
En 2007 y 2008 el Steaua intenta revalidar el título liguero, pero en esas dos campañas queda segundo. 

## Selección nacional
Ha sido internacional con la Selección de fútbol de Rumania en 1 ocasión. Fue el 17 de abril de 2002 en el partido Polonia 1-2 Rumania.

## Clubes
| Club            | País    | Año         |
| --------------- | ------- | ----------- |
| Laminorul Roman | Rumanía | 2000 - 2001 |
| FCM Bacău       | Rumanía | 2001 - 2004 |
| Steaua Bucarest | Rumanía | 2004 - 2011 |
| FCM Bacău       | Rumanía | 2011 -      |

## Títulos
- 2 Ligas de Rumania (Steaua de Bucarest, 2005 y 2006)
- 1 Supercopa de Rumania (Steaua de Bucarest, 2006)